# هایدی تجام
هایدی تجام (انگلیسی: Heidi Tjugum؛ زادهٔ ۵ سپتامبر ۱۹۷۳) بازیکن هندبال اهل نروژ است.